# Убан, Стив
Стив Убан (англ. Steve фр. Houben; род. 19 марта 1950, Льеж) — бельгийский джазовый саксофонист и флейтист, музыкальный педагог. Сын профессиональной пианистки. Обратился к джазу под влиянием своего родственника, известного бельгийского джазмена Жака Пельцера.

## Биография
Окончил Музыкальный колледж Беркли в США, после чего вернулся в Бельгию и открыл в Льежской консерватории, руководимой в это время Анри Пуссёром, первый семинар по обучению джазовой музыке. После многолетнего руководства этим направлением в 2012 году возглавил консерваторию.
Как солист выступал в разные годы в сотрудничестве с такими музыкантами, как Чет Бейкер, Джордж Коулмен, Джерри Маллиган и многие другие.
В 2000 году выиграл приз «Золотой Джанго».
В 2010 году избран в Бельгийскую Королевскую Академию наук и искусств.

## Дискография
- 1980: Chet Baker & Steve Houben (52e Rue Est)
- 1994: Blue Circumstances
- 1995: Songs by Gershwin & Porter
- 2000: Le Saxophone et le Jazz
- 2007: Un Ange Passe